# Verfassungsreferendum in der Türkei 1987
Die Volksabstimmung in der Türkei 1987 wurde am 6. September dieses Jahres abgehalten.
Abstimmungsgegenstand war die Aufhebung des Übergangsartikels 4 der Verfassung von 1982 und damit die Aufhebung des Verbots politischer Betätigung für bestimmte Personen.

## Ergebnisse
Die politischen Änderungen wurden mit knapper Mehrheit angenommen.
| Option       | Stimmen    | Anteil   |
| ------------ | ---------- | -------- |
| Befürwortung | 11.711.461 | 50,16 %  |
| Ablehnung    | 11.636.395 | 49,84 %  |
| Gültig       | 23.347.856 | 100,00 % |
| Ungültig     | 1.088.965  |          |
| Gesamt       | 24.436.821 |          |
| Quelle:      |            |          |